# Jakub Bartczak
Jakub Bartczak (ur. 1980) – polski ksiądz, raper i autor tekstów. Ambasador Światowych Dni Młodzieży 2016. Współpracował z takimi raperami jak Tau, Bęsiu.

## Życiorys

### Dzieciństwo
Wychowywał się we Wrocławiu. Z tamtejszym środowiskiem hiphopowym związany jest od małego, wyrastał w środowisku blokowisk. W przeszłości, jeszcze przed święceniami kapłańskimi, nagrywał rapowe utwory pod pseudonimem „Mane”. Religijność nabył po matce, która pilnowała, by zawsze w niedzielę byli w kościele. Od dzieciństwa lubił się modlić.

### Seminarium i kariera muzyczna
Jakub Bartczak wstąpił do seminarium w 2002 roku. Ukończył je w 2006, a niedługo później został wikariuszem w parafii pw. św. Apostołów Piotra i Pawła w Namysłowie. Czas seminarium wiązał się z wymuszoną przerwą w przygodzie z muzyką. Pełnił również posługę w parafii św. Elżbiety i św. Wawrzyńca, a od 2015 roku jest wikariuszem parafii w Sulistrowicach. W 2013 na swoim profilu na YouTube opublikował piosenkę „Pismo Święte” wraz z teledyskiem. W tym samym roku opublikował swoją pierwszą płytę „Powołanie”. W 2014 roku wziął udział w Hot 16 Challenge. W 2016 roku ukazała się kolejna, „Po prostu wierzę”. Następnie zapowiedział trzecią płytę, która promowana jest utworem „Bóg jest, działa”. Planowana była na październik 2017 roku, zaś wydana 10 września 2018 pod tytułem singla. Na wrzesień 2020 zapowiedziany został czwarty album, „Siemodle”.
Członek hip-hopowych formacji Drutz i Drugi Komplet.

### Obecnie
Ma tytuł magistra, który uzyskał po obronieniu pracy z katolickiej nauki społecznej o środowisku hiphopowym jako o nowym wyzwaniu ewangelizacyjnym.
W 2016 roku został koordynatorem i jednym z ambasadorów Światowych Dni Młodzieży. W wolnych chwilach daje koncerty, pracuje jako kapelan w Dolnośląskim Centrum Chorób Płuc we Wrocławiu. Angażuje się w akcje charytatywne żywienia bezdomnych, prowadzi grupę w neokatechumenacie oraz działa jako duszpasterz młodzieży. Co rok chodzi również na pielgrzymki i zachęca swoim działaniem młodych do wiary w Boga.

### Albumy
| Rok  | Album                                                                        | Uwagi  |
| ---- | ---------------------------------------------------------------------------- | ------ |
| 2013 | Powołanie - Data: 2013 - Format: CD, digital download                        | [ 18 ] |
| 2016 | Po prostu wierzę - Data: 28 października 2016 - Format: CD, digital download | [ 19 ] |
| 2018 | Bóg jest, działa - Data: 10 września 2018 - Format: CD, digital download     | [ 20 ] |
| 2020 | #Siemodle - Data: wrzesień 2020 - Format: CD, digital download               | [ 21 ] |
| 2022 | Amen - Data: październik 2022 - Format: CD, digital download                 | [ 22 ] |

### Single
| Rok  | Album                                     | Uwagi  |
| ---- | ----------------------------------------- | ------ |
| 2017 | Bóg jest, działa - Data: 11 czerwca 2017  | [ 23 ] |
| 2020 | Lubię być księdzem - Data: 16 lutego 2020 | [ 21 ] |
| 2020 | #Hot16Challenge2 - Data:9 maja 2020       | [ 24 ] |
| 2020 | Odchodzę - Data: 29 maja 2020             | [ 25 ] |

### Nagrody
| Rok  | Kategoria    | Tytułem   | Nagroda                                         | Nota    | Źródło        |
| ---- | ------------ | --------- | ----------------------------------------------- | ------- | ------------- |
| 2013 | Przebój Roku | „Wolność” | Stowarzyszenie Muzyki Chrześcijańskiej MUZA DEI | Wygrana | [ 15 ] [ 16 ] |